# Athyrium simlense
Athyrium simlense är en majbräkenväxtart som beskrevs av Fraser-jenk. Athyrium simlense ingår i släktet Athyrium och familjen Athyriaceae. Inga underarter finns listade.